# 阿尔克斯莱本
阿尔克斯莱本（德語：Alkersleben）是德国图林根州的市镇，隶属于伊尔姆县。总面积为7.09平方千米，截至2023年12月31日总人口为290人。